# A magyar labdarúgó-válogatott mérkőzései 1976-ban
A magyar labdarúgó-válogatottnak 1976-ban tíz találkozója volt. Egyetlen tétmeccsen kívül a többi barátságos volt.
Márciusban Budapesten vendégszerepelt a később, 1978-ban világbajnok, Argentína csapata. Hét játékosuk két évvel később is tagja volt a győztes csapatnak, Olguin, Tarantini, Ardiles, Gallego, Kempes, Houseman, Luque. Baróti Lajos öt újoncot küldött pályára, Gujdár, Paróczai, Ebedli, Csongrádi és Weimper ezúttal szerepelt először. A 2–0-s győzelem ennek fényében bravúr.
Az akkori számítás szerint 1976. június 12-én, az Ausztria elleni mérkőzésen ünneplte 500. hivatalos mérkőzését a válogatott. A játékosok 500-as feliratú mezben játszottak.
Szövetségi kapitányok:
- Baróti Lajos

## Eredmények
nem hivatalos mérkőzés
| 1976. február 4. |

| Mexikó                                          | 4–1             | Magyarország           |
| ----------------------------------------------- | --------------- | ---------------------- |
| Damián 7' Jimenez 35' (11-esből) 77' Chávez 51' | (2–1) Részletek | Fazekas 37' (11-esből) |

| Mexikóváros Nézőszám: 20 000 Játékvezető: Lamberto Rubio Vázquez (MEX) |

nem hivatalos mérkőzés
| 1976. február 9. |

| Salvador  | 1–2             | Magyarország            |
| --------- | --------------- | ----------------------- |
| Zapata 5' | (1–1) Részletek | Pusztai 12' Fazekas 51' |

| San Salvador Nézőszám: 13 000 Játékvezető: Sanchez (SLV) |

502. mérkőzés
| 1976. március 27. |

| Magyarország           | 2–0             | Argentína |
| ---------------------- | --------------- | --------- |
| Nyilasi 4' Fazekas 34' | (2–0) Részletek |           |

| Népstadion, Budapest Nézőszám: 25 000 Játékvezető: Gianfranco Menegali (ITA) |

503. mérkőzés
| 1976. április 17. |

| Jugoszlávia | 0–0       | Magyarország |
| ----------- | --------- | ------------ |
|             | Részletek |              |

| Banja Luka Nézőszám: 11 000 Játékvezető: Atanasz Mateev (BUL) |

504. mérkőzés
| 1976. április 30. |

| Svájc | 0–1             | Magyarország |
| ----- | --------------- | ------------ |
|       | (0–1) Részletek | Fazekas 43'  |

| Stade Olympique de la Pontaise, Lausanne Nézőszám: 10 000 Játékvezető: Georges Konrath (FRA) |

505. mérkőzés
| 1976. május 22. |

| Magyarország | 1–0             | Franciaország |
| ------------ | --------------- | ------------- |
| Fekete 46'   | (1–0) Részletek |               |

| Népstadion, Budapest Nézőszám: 10 000 Játékvezető: Franz Wöhrer (AUT) |

506. mérkőzés
| 1976. május 26. |

| Magyarország | 1–1             | Szovjetunió   |
| ------------ | --------------- | ------------- |
| Fekete 10'   | (1–0) Részletek | Nazarenko 77' |

| Népstadion, Budapest Nézőszám: 15 000 Játékvezető: Dušan Maksimović (YUG) |

507. mérkőzés
| 1976. június 12. |

| Magyarország                     | 2–0             | Ausztria |
| -------------------------------- | --------------- | -------- |
| Magyar 35' Várady 75' (11-esből) | (1–0) Részletek |          |

| Népstadion, Budapest Nézőszám: 20 000 Játékvezető: John Keith Taylor (ENG) |

508. mérkőzés
| 1976. szeptember 8. |

| Svédország      | 1–1             | Magyarország |
| --------------- | --------------- | ------------ |
| Torstensson 33' | (1–1) Részletek | Ebedli 23'   |

| Råsunda Stadion, Stockholm Nézőszám: 10 000 Játékvezető: Heinz Aldinger (NSZK) |

509. mérkőzés
| 1976. szeptember 22. |

| NDK          | 1–1             | Magyarország |
| ------------ | --------------- | ------------ |
| Riediger 20' | (1–1) Részletek | Fazekas 27'  |

| Friedrich-Ludwig-Jahn-Sportpark, Berlin Nézőszám: 20 000 Játékvezető: Henning Lund-Sørensen (DAN) |

510. mérkőzés – vb-selejtező
| 1976. október 9. |

| Görögország    | 1–1             | Magyarország |
| -------------- | --------------- | ------------ |
| Papajoannu 68' | (0–0) Részletek | Kereki 84'   |

| Athén Nézőszám: 42 000 Játékvezető: Franz Wöhrer (AUT) |

511. mérkőzés
| 1976. október 13. |

| Ausztria                  | 2–4             | Magyarország                 |
| ------------------------- | --------------- | ---------------------------- |
| Krankl 16' (11-esből) 52' | (1–2) Részletek | Nyilasi 3' 7' Kereki 54' 85' |

| Práter stadion, Bécs Nézőszám: 40 000 Játékvezető: Jan Keizer (NED) |